# Ngày độc thân (truyền thống)
Ngày độc thân (tiếng Anh: Bachelor's Day) là ngày nhuận (29 tháng 2) theo phong tục của Ai-len, phụ nữ sẽ chủ động tỏ tình, đính hôn. Nếu chàng trai trong mộng của cô nàng muốn từ chối lời tỏ tình, thì thay vì nói lời xin lỗi, anh ta sẽ tặng co gái một chiếc khăn choàng lụa và đến giữa thế kỷ 20, thì người ta thay bằng một chiếc áo khoác lông. Người ta cho rằng nguồn gốc này bắt nguồn từ một truyền thuyết khi xưa thánh Bridget phải lòng thánh Patrick.
Ở nước Anh, người nữ được chủ động cầu hôn trong ngày nhuận này và nếu chàng trai từ chối thì chàng ta phải mua tặng cho cô nàng những chiếc vớ mới vào ngày Phục Sinh. Ở một số nơi, phụ nữ được chủ động cầu hôn vào những ngày trong cả năm nhuận đó.